# Anna Jaktén
Anna Jaktén, född 15 september 1967, är en svensk undersökande journalist. Jaktén har tidigare arbetat som reporter på radioprogrammet Kaliber i Sveriges Radio P1 men jobbar sedan 2021 på SVT:s Uppdrag granskning; en redaktion hon tillhörde flera år i början av 2010-talet. Före den nuvarande sejouren på Uppdrag granskning arbetade Jaktén med SVT-programmet Arvinge okänd, för vilket hon nominerades till Stora journalistpriset som Årets berättare 2018.

## Utmärkelser
- 2008: Guldspaden för att tillsammans med SVT:s Västnytt ha avslöjat missförhållanden på behandlingshem för asylsökande ungdomar
- 2008: Per Wendel-priset för sitt avslöjande om dödsfall på svenska häkten
- 2009: Publicistklubbens Västra krets Stora pris[2]